# Abrothallus
Abrothallus es un género de hongos en el filo de Ascomycota. La relación de este taxón con otro dentro del mismo filo es desconocida (incertae sedis) y no ha sido colocado con certeza en ninguna clase, orden o familia.